# Podomys
Genre
Podomys est un genre de mammifères rongeurs de la famille des Cricétidés.

## Liste d'espèces
Selon Catalogue of Life (10 juillet 2013), ITIS (10 juillet 2013), Mammal Species of the World (version 3, 2005)  (10 juillet 2013) et NCBI (10 juillet 2013) :
- Podomys floridanus (Chapman, 1889)

Selon Paleobiology Database (10 juillet 2013) :
- Podomys floridanus
- Podomys oklahomensis